# Colacogloea bispora
Colacogloea bispora är en svampart som först beskrevs av Hauerslev, och fick sitt nu gällande namn av Oberw. & R. Bauer 1999. Colacogloea bispora ingår i släktet Colacogloea och familjen Heterogastridiaceae.   Inga underarter finns listade i Catalogue of Life.